# Falling Inn Love
Pour plus de détails, voir Fiche technique et Distribution.
Falling Inn Love est une comédie romantique américaine réalisée par Roger Kumble, sortie en 2019 sur Netflix.

## Synopsis
Gabriela, une citadine, participe au concours 'Win An Inn'. Elle se retrouve propriétaire d'une maison en ruine qu'il faut réparer. La jeune femme doit collaborer avec le charmant mais détestable entrepreneur local.

## Fiche technique
Sauf indication contraire, les informations mentionnées dans cette section peuvent être confirmées par la base de données cinématographiques IMDb,  présente dans la section « Liens externes ».
- Titre original : Falling Inn Love
- Réalisation : Roger Kumble
- Scénario : Elizabeth Hackett et Hilary Galanoy
- Direction artistique : Gabriel Kearney
- Décors : Gareth Edwards
- Costumes : Sara Beale
- Photographie : Dave Garbett
- Montage : Anita Brandt Burgoyne
- Casting : Michael Testa et Lisa Ystrom
- Musique : Edward Shearmur
- Production : Robyn Snyder et Mel Turner
- Sociétés de production : MarVista Entertainment
- Société de distribution : Netflix
- Pays d'origine :  États-Unis
- Langues originales : anglais
- Format : couleur
- Genre : comédie romantique
- Durée : 98 minutes
- Dates de sortie :
  - Mondial : 29 août 2019 sur Netflix

## Distribution
- Christina Milian (VF : Zina Khakhoulia) : Gabriela Diaz
- Adam Demos (VF : Eilias Changuel) : Jake Taylor
- Jeffrey Bowyer-Chapman (VF : Jean-Baptiste Anoumon) : Dean Conner
- Anna Jullienne : Charlotte Wadsworth
- Claire Chitham (en) : Shelley
- Blair Strang (en) : Manaaki
- Jonathan Martin : Peter
- William Walker : Norman "Norm"
- Daniel Watterson : Chad
- Simone Walker : Sage
- Arlo MacDiarmid : Dr. Corey Harrison

Version française
- Société de doublage : Dubbing Brothers
- Direction artistique : Vital Pascale

 Source et légende : version française (VF) sur RS Doublage.

## Production

### Attribution des rôles
Le 13 février 2019, l'actrice et chanteuse Christina Milian et l'acteur australien Adam Demos rejoignent le casting du film.
Le 19 février 2019, Jeffrey Bowyer-Chapman rejoint le casting du film.

### Tournage
Le tournage a débuté en février 2019 en Nouvelle-Zélande.

## Accueil

### Sorties
Ce film sort le 29 août 2019 sur Netflix.